# (216428) Mauricio
(216428) Mauricio est un astéroïde de la ceinture principale.

## Description
(216428) Mauricio est un astéroïde de la ceinture principale. Il fut découvert le 23 décembre 2008 à Nazaret, Lanzarote, par Gustavo Muler et Jose Maria Ruiz. Il présente une orbite caractérisée par un demi-grand axe de 2,72 UA, une excentricité de 0,15 et une inclinaison de 3,3° par rapport à l'écliptique.

## Compléments